# Státní rada Německé demokratické republiky
Státní rada Německé demokratické republiky (německy Staatsrat der DDR) byla v letech 1960–1990 kolektivní hlavou Německé demokratické republiky.

## Historie
Státní rada Německé demokratické republiky vznikla v roce 1960 po smrti prvního a jediného prezidenta NDR Wilhelma Piecka jako nástupnický orgán. Tím se státní uspořádání NDR ještě více přiblížilo sovětskému modelu. Základem byl Zákon o vytvoření Státní rady z 12. září 1960, který odpovídajícím způsobem změnil ústavu NDR z roku 1949.
Státní rada se skládala z předsedy, místopředsedů, tajemníka a 16 dalších členů. Funkci tajemníka zastával do roku 1971 Otto Gotsche a poté Heinz Eichler. Předseda, místopředsedové, tajemník a další členové byli jmenováni Volkskammer na počáteční čtyřleté období, od roku 1974 na pětileté období
Prvním předsedou Státní rady byl Walter Ulbricht, který byl do roku 1971 současně prvním tajemníkem Ústředního výboru SED a předsedou Národní rady obrany. Na funkci předsedy Státní rady byl zpočátku kladen důraz.
Po smrti Waltera Ulbrichta v roce 1973 byl předsedou zvolen Willi Stoph. Změnou ústavy v roce 1974 předseda Státní rady formálně ztratil své významné postavení. Ve skutečnosti však i později funkci hlavy státu vykonával výhradně předseda Státní rady – ostatní členové Státní rady neměli v praxi téměř žádný vliv.
V roce 1976 převzal funkci předsedy Státní rady Erich Honecker, který byl od roku 1971 prvním tajemníkem Ústředního výboru SED a předsedou Národní rady obrany.